# Чемпіонат Східного Тимору з футболу
Перший дивізіон Футбольної ліги Східного Тимору (порт. Liga Futebol Amadora Primeira Divisão) — вищий футбольний турнір Східного Тимору. Заснована в 2015 році, замінивши скасовану в 2010 році Суперлігу Тимору. Контролюється Федерацією футболу Східного Тимору. Окрім Прем'єр дивізіону, в якому грає 8 клубів, до складу Футбольної ліги входить і Другий дивізіон (12 клубів). Між дивізіонами існує система обміну клубами. Також Футбольна ліга спільно з Федерацією футболу організовує національний кубок, який має назву Кубок 12 листопада (порт. Taça 12 de Novembro).

## Історія
Невдовзі після проголошення незалежності Східного Тимору у країні було створено футбольну Суперлігу. Втім під її егідою пройшов лише один сезон, 2005-06, а переможцем став клуб «Фіма Спортінг». На наступний рік Суперліга припинила існування і три роки до створення нового загальнонаціонального турніру Кубка Дігісел (порт. Taça Digicel) команди грали в районних чемпіонатах.
Втім і цей турнір довго не проіснував: було зіграно два сезони (2010 та 2011), в обох перемогу здобув клуб «Ділі Лешті». 2013 році з розпуском федерації футболу через звинувачення в корупції і хабарництві, національний чемпіонат знову припинив існування і єдиним загальнонаціональним турніром став новостворений Кубок 12 листопада.
У 2015 році нарешті була створена Футбольна ліга Східного Тимору, спрямована на майбутню професіоналізацію футболу в країні. Перший сезон був проведений в сезоні 2015/16, а переможцем стала «Бенфіка» (Лаулара). З 2017 року турнір перейшов на систему весна-осінь і став щорічним.

## Список чемпіонів

### Суперліга
- 2005/06: «Фіма Спортінг»

### Кубка Дігісел
- 2010: Ділі Лешті
- 2011: Ділі Лешті

### Перший дивізіон
- 2015/16: Бенфіка (Лаулара)
- 2017: Каркету (Ділі)
- 2018: Боавішта Ділі
- 2019: Лаленок Юнайтед